# Laurent Jacquet
Laurent Jacquet (9 april 1978) is een Belgisch hockeyer.

## Levensloop
Jacquet werd op 5-jarige leeftijd actief in het hockey bij KHC Leuven. Bij deze club maakte hij zijn debuut in de eerste divisie tijdens het seizoen 1995-'96. Negentien jaar lang kwam hij uit voor de Leuvene club, waarmee hij in 2008 landskampioen werd. In 2014 nam hij afscheid van het hoogste niveau, waarna hij actief werd in het bestuur van deze club. Daarnaast was hij actief bij de nationale ploeg.
In 2023 werd hij aangesteld als manager van Blue Lions Tervuren. In deze functie volgde hij Stijn Verschuuren op.